# Gunnar Nelson
Gunnar Lúðvík Nelson (Akureyri, 28 de julho de 1988) é um lutador islandês de artes marciais mistas, atualmente ele disputa no peso-meio-médio do Ultimate Fighting Championship. Gunnar é faixa preta de Jiu-Jitsu Brasileiro graduado por Renzo Gracie. Atualmente, ele é o 9º colocado no ranking dos meio-médios do UFC.

## História

### Começo
Nelson nasceu em Akureyri no norte da Islândia, mas viveu em Reykjavík, a capital islandesa, quase toda sua vida desde a infância. Jogou futebol e hóquei no gelo na infância. Aos 13, ele começou a treinar Goju-Ryu e venceu o campeonato islandês juvenil em 2003, 2004 e 2005. Em 2005, foi eleito o mais promissor talento da Islândia no Karate Goju-ryu, quando ele tinha apenas 16 anos. No entanto, ele desistiu do Goju-ryu e passou a treinar Jiu-Jitsu e grappling aos 17. O pai de Gunnar (que também é seu empresário) é descendente de americano e islandês. Sua mãe é islandês. Gunnar tem um irmão e uma irmã.

### Jiu-jitsu brasileiro
Em 2009, Nelson recebeu sua faixa preta em Jiu-Jitsu de Renzo Gracie, naquele mesmo conseguiu um grande desempenho na arte suave. Ganhou prata no Mundial na categoria faixa marrom, ouro no campeonato Pan-Americano e também no ADCC 2009 Submission Wrestling World Championship, onde ficou em 4º lugar, chegando a derrotar os mais pesados e elogiados faixas preta Jeff Monson e David Avellan. Em 2011, Gunnar novamente participou do ADCC Submission Wrestling World Championship, apesar de não conseguir medalhas conseguiu um bom desempenho, derrotando o duplo campeão europeu e multi-campeão finlandês Marko Helen e o campeão brasileiro e americano, ex-campeão mundial Bruno Frazzato.

## Carreira no MMA

### Início
Em maio de 2007, Nelson lutou no MMA pela primeira vez, em Copenhagem, Dinamarca. A luta foi contra um dos melhores lutadores dinamarquês na época, John Olesen. Os juízes decidiram a luta como empate, o que foi controverso, pois muitos acreditam que Nelson venceu o 2º e 3º round. Nelson encaixou uma kimura no final do 2º round, quando a campainha tocou e dominou o 3º round.
Após a estreia, ele ganhou suas próximas cinco lutas, na Irlanda, Inglaterra e Dinamarca, antes de romper com o esporte por dois anos. Voltou no BAMMA 2, em fevereiro de 2010 e venceu Sam Elsdon por finalização no primeiro round. Depois, também finalizou Danny Mitchell no Cage Contender VI. Retornou ao BAMMA, onde enfrentou o então invicto e prospecto britânico Eugene Fadiora. Venceu por finalização no primeiro round no BAMMA 4. Em fevereiro de 2012, Nelson voltou para o MMA com uma finalização sobre o lutador ucraniano Alexander Butenko no Cage Contender 12 em Dublin, Irlanda. Após essa vitória, Nelson assinou com o UFC.

### Ultimate Fighting Championship
Gunnar assinou um contrato com o UFC em 2012.
Nelson era esperado para fazer sua estreia contra Pascal Krauss em 29 de setembro de 2012 no UFC on Fuel TV: Struve vs. Miocic. No entanto, Krauss se lesionou e DaMarques Johnson foi chamado para lutar em um catchweight de 83kg. Nelson finalizou Johnson com um mata-leão aos 3:34 do primeiro round.
Nelson era esperado para enfrentar Justin Edwards no UFC on Fuel TV: Barão vs. McDonald. No entanto, Edwards se retirou por lesão e foi substituído pelo veterano Jorge Santiago.
Nelson era esperado para enfrentar Mike Pyle em 25 de Maio de 2013 no UFC 160. Porém, uma lesão tirou Pyle do evento, sendo substituído por Rick Story.
Nelson enfrentou o russo Omari Akhmedov em 8 de Março de 2014 no UFC Fight Night: Gustafsson vs. Manuwa. Nelosn venceu por finalização no primeiro round. Sua performance lhe rendeu o prêmio de Performance da Noite.
Nelson era esperado para enfrentar Ryan LaFlare em 19 de Julho de 2014 no UFC Fight Night: McGregor vs. Brandão. Porém, LaFlare foi retirado da luta e foi substituído por Zak Cummings. Ele venceu por finalização com um mata leão no segundo round.
Gunnar Nelson teve seu primeiro evento principal no UFC, contra Rick Story no dia 4 de Outubro de 2014 no UFC Fight Night: Nelson vs. Story. Gunnar foi dominado durante a luta e perdeu por decisão dividida, sendo essa sua primeira derrota no MMA, encerrando assim sua invencibilidade.
Nelson era esperado para enfrentar John Hathaway em 11 de Julho de 2015 no UFC 189. No entanto, uma lesão tirou Hathaway do evento, e Brandon Thatch (que já lutaria no evento) foi movido para enfrentar Nelson. Ele venceu a luta por finalização ainda no primeiro round.
Gunnar enfrentou Demian Maia no UFC 194 em 12 de Dezembro de 2015. Nelson foi completamente dominado no solo pelo brasileiro e saiu derrotado do octógono.
Gunnar enfrentou Albert Tumenov no UFC Fight Night: Overeem vs. Arlovski em 08 de Maio de 2016. Nelson venceu por finalização no segundo round.
Gunnar Nelson enfrentou Alan Jouban no UFC Fight Night: Manuwa vs. Anderson em 18 de Março de 2017. Após um knockdown, Nelson encaixou uma guilhotina e venceu no segundo round. Ele ganhou também o prêmio de Performance da Noite.

## Títulos e realizações

### Artes marciais mistas
- Ultimate Fighting Championship
  - Performance da Noite (Quatro vezes)

### Competições de Submission
- North American Grappling Association
  - Campeão dos Médios da NAGA (Uma vez)
- International Brazilian Jiu-Jitsu Federation (IBJJF)
  - 2009 IBJJF Campeonato Mundial de Jiu-Jitsu - Peso Médio - Faixa Marron - Medalha de Prata
  - 2009 IBJJF Pan-Americano de Jiu-Jitsu - Peso Médio - Faixa Marrom - Medalha de Ouro
  - 2009 IBJJF Pan-Americano de Jiu-Jitsu Sem Kimono - Peso Médio - Faixa Preta - Medalha de Ouro
  - 2009 IBJJF Pan-Americano de Jiu-Jitsu Sem Kimono - Peso Absoluto - Faixa Preta - Medalha de Prata

## Cartel no MMA
| Cartel no MMA   |             |            |
| 25 lutas        | 19 vitórias | 5 derrotas |
| Por nocaute     | 4           | 1          |
| Por finalização | 13          | 0          |
| Por decisão     | 2           | 4          |
| Empates         | 1           | 1          |

| Res.    | Cartel | Oponente             | Método                       | Evento                                    | Data       | Round | Tempo | Local             | Notas                                   |
| ------- | ------ | -------------------- | ---------------------------- | ----------------------------------------- | ---------- | ----- | ----- | ----------------- | --------------------------------------- |
| Vitória | 19-5-1 | Bryan Barberena      | Finalização (chave de braço) | UFC 286: Edwards vs. Usman 3              | 18/03/2023 | 1     | 4:51  | Londres           | Performance da Noite.                   |
| Vitória | 18-5-1 | Takashi Sato         | Decisão (unânime)            | UFC Fight Night: Volkov vs. Aspinall      | 19/03/2022 | 3     | 5:00  | Londres           |                                         |
| Derrota | 17-5-1 | Gilbert Burns        | Decisão (unânime)            | UFC Fight Night: Hermansson vs. Cannonier | 28/09/2019 | 3     | 5:00  | Copenhague        |                                         |
| Derrota | 17-4-1 | Leon Edwards         | Decisão (dividida)           | UFC Fight Night: Till vs. Masvidal        | 16/03/2019 | 3     | 5:00  | Londres           |                                         |
| Vitória | 17-3-1 | Alex Oliveira        | Finalização (mata-leão)      | UFC 231: Holloway vs. Ortega              | 08/12/2018 | 2     | 4:17  | Toronto, Ontário  |                                         |
| Derrota | 16-3-1 | Santiago Ponzinibbio | Nocaute (socos)              | UFC Fight Night: Nelson vs. Ponzinibbio   | 16/07/2017 | 1     | 1:22  | Glasgow           |                                         |
| Vitória | 16-2-1 | Alan Jouban          | Finalização (guilhotina)     | UFC Fight Night: Manuwa vs. Anderson      | 18/03/2017 | 2     | 0:46  | Londres           | Performance da Noite.                   |
| Vitória | 15-2-1 | Albert Tumenov       | Finalização (mata leão)      | UFC Fight Night: Overeem vs. Arlovski     | 08/05/2016 | 2     | 3:15  | Roterdão          | Performance da Noite.                   |
| Derrota | 14-2-1 | Demian Maia          | Decisão (unânime)            | UFC 194: Aldo vs. McGregor                | 12/12/2015 | 3     | 5:00  | Las Vegas, Nevada |                                         |
| Vitória | 14-1-1 | Brandon Thatch       | Finalização (mata leão)      | UFC 189: Mendes vs. McGregor              | 11/07/2015 | 1     | 2:54  | Las Vegas, Nevada |                                         |
| Derrota | 13-1-1 | Rick Story           | Decisão (dividida)           | UFC Fight Night: Nelson vs. Story         | 04/10/2014 | 5     | 5:00  | Estocolmo         |                                         |
| Vitória | 13-0-1 | Zak Cummings         | Finalização (mata leão)      | UFC Fight Night: McGregor vs. Brandão     | 19/07/2014 | 2     | 4:48  | Dublin            | Performance da Noite                    |
| Vitória | 12-0-1 | Omari Akhmedov       | Finalização (guilhotina)     | UFC Fight Night: Gustafsson vs. Manuwa    | 08/03/2014 | 1     | 4:36  | Londres           | Performance da Noite.                   |
| Vitória | 11-0-1 | Jorge Santiago       | Decisão (unânime)            | UFC on Fuel TV: Barão vs. McDonald        | 16/02/2013 | 3     | 5:00  | Londres           |                                         |
| Vitória | 10–0-1 | DaMarques Johnson    | Finalização (mata leão)      | UFC on Fuel TV: Struve vs. Miocic         | 29/09/2012 | 1     | 3:34  | Nottingham        | Estreia no UFC; Peso combinado de 83kg. |
| Vitória | 9–0-1  | Alexander Butenko    | Finalização (chave de braço) | Cage Contender XII                        | 25/02/2012 | 1     | 4:21  | Dublin            |                                         |
| Vitória | 8–0-1  | Eugene Fadiora       | Finalização (crucifixo)      | BAMMA 4                                   | 25/09/2010 | 1     | 3:51  | Birmingham        |                                         |
| Vitória | 7–0-1  | Danny Mitchell       | Finalização (mata leão)      | Cage Contender VI                         | 28/08/2010 | 1     | 2:51  | Manchester        |                                         |
| Vitória | 6–0-1  | Sam Elsdon           | Finalização (mata leão)      | BAMMA 2                                   | 13/02/2010 | 1     | 2:30  | Londres           |                                         |
| Vitória | 5–0-1  | Iran Mascarenhas     | Nocaute (soco)               | Adrenaline 3 – Evolution                  | 06/09/2008 | 2     | 3:22  | Copenhagem        |                                         |
| Vitória | 4–0-1  | Barry Mairs          | Nocaute Técnico (socos)      | AM – Ready for War                        | 09/12/2007 | 1     | 3:38  | Inglaterra        |                                         |
| Vitória | 3–0-1  | Niek Tromp           | Finalização (socos)          | COT – Cage of Truth                       | 24/11/2007 | 1     | 1:50  | Dublin            |                                         |
| Vitória | 2–0-1  | Adam Slawinski       | Nocaute Técnico (socos)      | UFR 10 – Ultimate Fighting Revolution 10  | 06/10/2007 | 1     | 2:30  | Galway            |                                         |
| Vitória | 1–0-1  | Driss El Bakara      | Finalização (chave de braço) | CR – Contenders                           | 29/09/2007 | 1     | 3:43  | Dublin            |                                         |
| Empate  | 0-0-1  | John Olesen          | Empate (dividido)            | Adrenaline Sports tournament              | 05/05/2007 | 3     | 5:00  | Copenhagem        |                                         |